# Ignacio Echevarría
Ignacio Echevarría Pérez (Barcelona, 1960) es un filólogo, editor y crítico literario español.

## Biografía
Se licenció en Filología Hispánica por la Universidad de Barcelona en 1982.[cita requerida] Coordinó en Barcelona la revista Diagonal y comenzó como lector en la editorial Mondadori, junto con Claudio López Lamadrid. Más tarde trabajó para editorial Tusquets. Tras una etapa en el suplemento Babelia del diario El País, en la etapa de Alejandro Gándara, trabajó como editor para Círculo de Lectores en sus colecciones Biblioteca Universal, Biblioteca Clásica de la RAE y Ópera Mundi. Desde 1990 ejerce de crítico literario, conferenciante y articulista.

## Trayectoria
Su trabajo como crítico comenzó en la revista Babelia, el suplemento literario de El País, que abandonó en 2004 tras quince años de colaboración. Sus críticas, reseñas y opiniones de esa época han quedado recogidas en los volúmenes Trayecto. Un recorrido crítico por la reciente narrativa española (2005) y Desvíos. Un recorrido crítico por la reciente narrativa latinoamericana (2006).
Echevarría ha colaborado en ediciones importantes, como la de Franz Kafka realizada por Galaxia Gutenberg. Ha divulgado a escritores como Juan Villoro, Mario Levrero, César Aira,  Sergio Chejfec y Fogwill. Ha estado al cuidado de la edición póstuma de algunas obras de Roberto Bolaño (Entre paréntesis, 2666 y El secreto del mal). Ha publicado dos amplias antologías de la obra ensayística de Rafael Sánchez Ferlosio —Carácter y destino. Ensayos y artículos escogidos, Santiago de Chile, Ediciones Universidad Diego Portales, 2011— y de Juan Benet, Ensayos de incertidumbre (Barcelona, Lumen, 2011). Asimismo editó Obras completas & algo + (1935-1972) y Obras completas & algo + (1975-2006) del poeta chileno Nicanor Parra.
Escribe regularmente columnas de crítica literaria en la «Revista de libros» de«El Mercurio (Santiago de Chile)[cita requerida] y en «El Cultural» de El Mundo (Madrid).

### Su crítica
Echevarría ha realizado duras críticas a la obra de Bernardo Atxaga y de Almudena Grandes, cuya obra considera que está sobrevalorada. En 2013 mantuvo con Javier Marías un debate acerca del propósito del «compromiso» de los escritores españoles.